# Phạm Duy

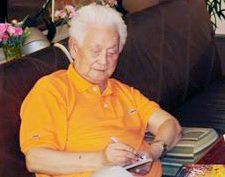
Phạm Duy (2008)

Phạm Duy (* 5. Oktober 1921 in Hà Nội; † 27. Januar 2013 in Ho-Chi-Minh-Stadt) war ein vietnamesischer Komponist, Sänger und Autor.
Er gilt neben Văn Cao und Trinh Cong Son als einer der drei wichtigsten Vertreter der modernen vietnamesischen Musik und hat über 1000 Lieder komponiert.

## Leben
Phạm Duy Cẩn wurde als Sohn des Journalisten und Schriftstellers Phạm Duy Tốn geboren, der zu den Gründern der Tonkin Free School gehörte. Sein älterer Bruder, Phạm Duy Khiêm, wurde Professor und Botschafter Südvietnams in Frankreich. Er betätigte sich außerdem als Schriftsteller in französischer Sprache. Nach dem frühen Tod des Vaters kümmerte sich zeitweise Trần Trọng Kim, der spätere Premierminister Vietnams, um dessen Söhne.
Phạm Duy, der technisch sehr interessiert war, besuchte die Thang Long High School, das College of Arts und das Ky Nghe Thuc Hanh Vocational College. Mit der Musik beschäftigte er sich zunächst autodidaktisch. Er wurde zunächst Sänger der Gruppe Duc Huy, mit der er 1943 und 1944 auftrat. 1951 wurde ihm die Aufnahme in die Kommunistische Partei, verbunden mit einer Auszeichnung und einer Reise nach Moskau, angetragen. Seine damals schwangere Frau, die Sängerin und Schauspielerin Thái Hằng, hätte allerdings in Vietnam zurückbleiben müssen. Noch schlimmer erschien ihm allerdings die Forderung, sich öffentlich von seinem damals populären Lied Bên Cầu Biên Giới zu distanzieren. Er lehnte daher die Auszeichnung dankend ab, was deutliche Einschränkungen bei seiner weiteren Arbeit nach sich zog.
Von 1954 bis 1955 studierte er in Frankreich Musik, ohne allerdings am Institut de Musicologie in Paris eingeschrieben zu sein.
Nach seiner Zeit bei den Viet Minh und dem Verbot seiner Werke in den kommunistisch regierten Gebieten zog er nach Saigon; nach dessen Fall wanderte er 1975 mit seiner Familie nach Midway City in Kalifornien aus. Im wiedervereinigten Vietnam waren seine Werke weiterhin verboten. Erst nach seiner 2005 erfolgten Ankündigung, er werde mit seinem Sohn, dem Sänger Duy Quang, nach Vietnam zurückziehen, wurden die Auflagen gegenüber seiner Musik gelockert und ein Teil seiner Lieder wurde in Vietnam verbreitet. Sein Umzug wurde recht zwiespältig beurteilt.

## Werke
Phạm Duy schrieb unter anderem Folk-Songs, wie sie z. B. auf seinem 1968 aufgenommenen Album Folk Songs of Vietnam zu hören sind, ferner pazifistische Lieder, spirituelle Gesänge und Lieder, die sich mit dem Schicksal von Flüchtlingen, Exilanten und Gefangenen auseinandersetzen. Daneben entstanden auch zahlreiche Liebeslieder wie z. B. Do Ai, das in dem Film Three Seasons zu hören ist.
Neben vier Bänden von Memoiren, von denen allerdings nur die ersten drei als Bücher publiziert wurden, verfasste er auch eine Einführung in die vietnamesische Folk-Musik unter dem Titel The Musics of Vietnam (Carbondale: Southern Illinois University Press, 1977).